# Thy Will Be Done
Thy Will Be Done es una película dramática nigeriana de 2015, escrita por Tobe Osigwe, producida por Mary Njoku, coproducida y dirigida por Obi Emelonye. Está protagonizada por Ramsey Nouah, Mercy Johnson, Jide Kosoko, Mary Njoku y Enyinna Nwigwe.

## Sinopsis
Pius (Ramsey Nouah) es un pastor felizmente casado a cargo de una gran iglesia en Lagos, Nigeria. Pero cuando su primera esposa (Mary Njoku), a la que enterró hace siete años, aparece de repente, su mundo se convierte en un caos. Su esposa actual (Mercy Johnson)  intenta luchar por su lugar, mientras Pius se debate entre su pasado y su presente.

## Elenco
- Ramsey Nouah como Pius
- Mercy Johnson como esposa actual
- Mary Njoku
- Enyinna Nwigwe
- Jide Kosoko
- TT Temple
- Tony Aclet

## Lanzamiento
Se estrenó en el BFI IMAX de Londres el 26 de febrero de 2015 y comenzó a proyectarse en los cines nigerianos el 15 de mayo. Fue distribuida por FilmOne.

## Recepción
Sodas and Popcorn comenta que lo mejor de la película es probablemente el guion. Ofrece una historia original que cautiva. Una con la que cualquiera puede identificarse.